# Otto Kumm
Otto Kumm (ur. 1 października 1909 w Hamburgu, zm. 23 marca 2004 w Offenburgu) – niemiecki wojskowy, działacz kombatancki, przedsiębiorca i zecer, SS-Brigadeführer, generał major Waffen-SS, dowódca 7 Ochotniczej Dywizji Górskiej SS i 1 Dywizji Pancernej SS, współzałożyciel i przewodniczący HIAG. Uczestnik II wojny światowej. 

## Życiorys
Otto Kumm przyszedł na świat 1 stycznia 1909 roku, jako piąte, najmłodsze dziecko kupca Eduarda Kumma. W szkole średniej otrzymał kształcenie zawodowe jako zecer, a następnie pracował w drukarni. 
1 kwietnia 1934 dołączył do SS-Verfügungstruppe i został przypisany do I Pułku SS „Germania”. 
Jako dowódca pułku „Der Führer” Dywizji Pancernej Das Reich toczył ciężkie walki obronne w rejonie łuku Wołgi pod Rżewem. Od 6 lutego 1945 do 8 maja 1945 dowódca 1 Dywizji Pancernej SS „Leibstandarte SS Adolf Hitler”. Kawaler Krzyża Rycerskiego Krzyża Żelaznego z Liśćmi Dębu i Mieczami. Po wojnie został jednym z założycieli i pierwszym przewodniczącym organizacji niemieckich weteranów wojennych z Waffen-SS HIAG.
Kumm zmarł 23 marca 2004 roku w Offenburgu. Wraz z żoną Ilse został pochowany na cmentarzu Stadtfriedhof w Offenburgu.

## Odznaczenia
- Czarna Odznaka za Rany (8 czerwca 1940)
- Srebrna Odznaka Szturmowa Piechoty (10 grudnia 1940)
- Złoty Krzyż Niemiecki (29 listopada 1941)
- Krzyż Żelazny
  - II Klasy (29 maja 1940)
  - I Klasy (4 czerwca 1940)
- Krzyż Rycerski Krzyża Żelaznego z Liśćmi Dębu i Mieczami
  - Krzyż Rycerski (16 lutego 1942)
  - 221. Liście Dębu (6 kwietnia 1943)
  - 138. Miecze (17 marca 1945)